# 隐形伴侣
《隐形伴侣》是张抗抗的一部小说，1986年作家出版社初版。这是一部知青文学作品，时代设定在红卫兵运动和上山下乡运动时期，通过心理描写反思人自身的深层问题。书中写实同回忆、梦境、幻觉相交叠，心态同情节融为一体。

## 情节
北大荒的一个夏夜，为洗刷曾经的政治污点，知青陈旭带着他的恋人肖潇擅自返回杭州。在杭州巧遇昔日战友王革，弄到了一张他是革命派的证明。但这张证明没起作用，他一回农场便被关进隔离室。两个月后放出，他要肖潇和他一起逃走。肖潇不走，却答应和他结婚。婚后他们过了一段幸福的时光，并生了一个小男孩。
好景不长，孩子因缺少母乳被送回杭州。陈旭觉得这个时代欺骗了他，开始以撒谎的方式报复。后来，农场新来了一位党委书记，陈旭把自己官运的最后一线希望寄托在他身上，结果破灭。从此陈旭更加自暴自弃，开始无故旷工、酗酒、公开行骗。肖潇很失望，闪出离婚的念头，陈旭无动于衷，说分开也好。
在七分场，肖潇发现一些她认为很正直的人为了生存都在不同程度地说谎和欺骗。最后，她在办事返回途中巧遇陈旭，他正在读肖潇一篇描绘七分场假相的文章。他对肖潇说：你说谎话的本事超过了我，我们现在唯一的区别是我说谎有罪，而你说谎却受到表扬。肖潇终于发现，自己心中也有一个善于欺骗的“隐形伴侣”。